# Rio Potengi
O rio Potengi (o termo potengi origina-se da língua tupi e significa "rio de camarão", através da junção dos termos potĩ ("camarão") e y ("água")) é o principal curso de água do estado do Rio Grande do Norte, no Brasil. Seu estuário, que desemboca no litoral de Natal, logo foi descoberto pelos primeiros colonizadores portugueses, no século XVI, que o utilizaram para adentrar o território com suas embarcações. Denominaram-no "Rio Grande", por seu vasto leito e extensão, sendo a origem do nome da então Capitania do Rio Grande.
Sua nascente está localizada no município de Cerro Corá, no interior do estado, viajando 176 quilômetros até chegar a sua respectiva foz, no município de Natal, onde desemboca no oceano Atlântico. O rio Potengi marca a divisão entre a zona norte e as demais subdivisões da capital do estado, que se interligam através da Ponte de Igapó, construída em 1912, e mais recentemente pela Ponte Newton Navarro, inaugurada em 2007.
Ações governamentais a fim de preservar o manguezal do rio Potengi tiveram lugar ao longo dos anos, a exemplo da criação da Zona de Proteção Ambiental ZPA-08 em 1994, ainda não regulamentada, assim como a aprovação, em 2006 da instalação de uma Unidade de Conservação denominada Parque Estadual dos Mangues do Potengi, com projeto a ser elaborado sob a coordenação do Conselho Estadual do Meio Ambiente do Rio Grande do Norte.
No contexto histórico, o Rio Potengi foi palco de operações capitaneadas por hidroaviões estadunidenses na Segunda Guerra Mundial, na estação Rampa, localizada às margens do curso d'água. Atualmente o espaço em que se localizava a estação foi convertido no Complexo Cultural Rampa, voltado à realização de atividades culturais e à preservação da história da capital potiguar como protagonista na aviação mundial.
Além disso, o pôr do sol sob o Rio Potengi é uma atração turística. Passeios de barco e atrações musicais são oferecidos à beira do rio.

## Etimologia
Durante a colonização, o curso d'água foi inicialmente chamado de Rio Grande, denominação que batizou a Capitania do Rio Grande, que na esteira da evolução territorial do Brasil foi convertida no Estado do Rio Grande do Norte. Por volta do século XVII o rio começou a ser chamado de Potigi, que significa "rio dos camarões", termo posteriormente alterado para Potengi, por volta do século XIX, o qual é majoritariamente utilizado nos dias atuais.
A palavra Potengi é de origem tupi, de modo que a escrita Potenji, com uso da letra "j", ocorre em respeito ao Acordo Ortográfico de 1943. Do mesmo vocábulo poti vem potiguar, o que come camarões. Assim como no município cearense de Potengi, o termo é empregado com uso do "g" na maioria das publicações midiáticas e governamentais, de modo que se preferiu manter a ortografia tradicional e, atualmente, contrária ao Acordo Ortográfico.[carece de fontes?]